# Вельяміново (Істринський міський округ)
Вельяміново (рос. Вельяминово) — село в Росії Істринському районі Московської області. Належить до Істринського муніципального утворення.

## Розташування
Село Вельяміново входить до складу міського поселення Істра, воно розташовано на південь від міста Істра, на березі річки Істра. У 5-кілометровій зоні від села розташовані місто Істра, селище Троїцький, села Качаброво, Трусово, Котерево Глінкі, Буньково.

## Населення
Станом на 2010 рік у селі проживало 1128 людей